# Coffee & TV
"Coffee & TV" är den brittiska alternativa rockgruppen Blurs tjugoförsta singel, utgiven den 28 juni 1999. Som bäst nådde singeln plats 11 på brittiska topplistan. Detta var andra singeln från albumet 13. Samtliga låtar är skrivna av Albarn/Coxon/James/Rowntree.

## Musikvideo
Musikvideon, som regisserades av Hammer & Tongs, handlar om ett litet mjölkpaket som bestämmer sig för att gå ut i världen och söka efter gitarristen Graham Coxon, som har försvunnit. Mjölkpaketet stöter på många faror på sin äventyrliga färd; bland annat en gräsklippare. Efter att ha fått lift med en motorcykel letar mjölkpaketet i stadens centrum och frågar runt. Mjölkpaketet, som är en "han", förälskar sig i ett "kvinnligt" mjölkpaket med jordgubbssmak, som dock trampas sönder av en fotgängare och dör.
Mjölkpaketet fortsätter sitt sökande efter Coxon och hör musik från ett fönster i en mörk gränd. Mjölkpaketet tittar in genom fönstret och ser Coxon och de andra i Blur spela låten "Coffee & TV". Mjölkpaketet ramlar in i rummet, och Coxon tar upp det och tar bussen hem till sina oroliga föräldrar och syster. När Coxon kliver av bussen, dricker han ur mjölkpaketet – vilket innebär att mjölkpaketet dör – och slänger det i en soptunna. Mjölkpaketet vinkar adjö och svävar upp mot himmelen, där han återförenas med sin kärlek – mjölkpaket med jordgubbssmak.
Videon har vunnit flera utmärkelser, bland annat bästa video vid MTV Europe Music Awards 1999 och vid NME Awards 2000.

## Låtförteckning
- CD1

1. "Coffee & TV"
2. "Trade Stylee (Alex's Bugman remix)"
3. "Metal Hip Slop (Graham's Bugman remix)"

- CD2

1. "Coffee & TV"
2. "X-Offender (Damon / Control Freak's Bugman remix)"
3. "Coyote (Dave's Bugman remix)"

- Kassett

1. "Coffee & TV"
2. "X-Offender (Damon / Control Freak's Bugman remix)"

- 12"

1. "Coffee & TV"
2. "Trade Stylee (Alex's Bugman remix)"
3. "Metal Hip Slop (Graham's Bugman remix)"
4. "X-Offender (Damon / Control Freak's Bugman remix)"
5. "Coyote (Dave's Bugman remix)"

## Musiker
- Damon Albarn (sång)
- Graham Coxon (gitarr)
- Alex James (elbas)
- Dave Rowntree (trummor)